# زیگفرید اویبرایتر
زیگفرید اویبرایتر (به آلمانی: Siegfried Uiberreither) (زاده ۲۹ مارس ۱۹۰۸ – درگذشته ۲۹ دسامبر ۱۹۸۴) یک سیاستمدار آلمانی در دوره رایش سوم و از سال ۱۹۳۹ تا سال ۱۹۴۵ گاولایتر اشتایرمارک بود.
وی در زالتسبورگ در امپراتوری اتریش-مجارستان زاده شد.در دانشگاه حقوق خواند.در سال ۱۹۳۱ به اس‌آ پیوست.در ۱۹۳۳ دکترای حقوق خود را دریافت کرد.در ۱۹۳۷ رهبر بریگاد غیرقانونی اس‌آ اشتایرمارک شد و در ۱۹۳۸ بریگادفورر اس‌آ شد.همان سال و با الحاق اتریش به آلمان نازی (آنشلوس) رئیس پلیس شهر گراتس و در ۲۵ می ۱۹۳۸ گاولایتر اشتایرمارک شد.
وی در سال ۱۹۳۹ با کته وگنر (دختر آلفرد وگنر) ازدواج کرد.حاصل این ازدواج چهار پسر بود.
وی در سال‌های ۱۹۳۹ و ۱۹۴۰ در ورماخت خدمت کرد و در حمله آلمان به نروژ حضور داشت.در آوریل ۱۹۴۰ ورماخت وی را از ادامه خدمت معاف کرد.
در سال ۱۹۴۰ وی رایشستات‌هالتر (فرماندار) اشتایرمارک شد.در سال ۱۹۴۱ رئیس اداره عمران یوگسلاوی (در زمین‌های جنوب اشتایرمارک) و در ۱۹۴۲ کمیسر دفاع رایش اشتایرمارک شد.در ۱۹۴۳ به درجه اوبرگروپنفورر در اس‌آ ارتقا یافت.در ۱۹۴۴ رهبر فولکس‌اشتورم اشتایرمارک شد.
وی در می ۱۹۴۵ توسط نیروهای متفقین دستگیر شد.وی از جمله کسانی بود که در دادگاه‌های نورنبرگ شهادت داد.
وی در سال ۱۹۴۷ موفق به فرار شد.از ادامه زندگی او اطلاع چندانی در دست نیست اما احتمالاً وی مدتی را در آرژانتین به سر می‌برده و سپس تا پایان عمر به همراه خانواده با نام جعلی در شهر زیندلفینگن در آلمان غربی زندگی کرد.